# الشرق (قناة)
تلفزيون الشرق قناة فضائية مصرية، انطلقت في البث يوم 25 أبريل 2014م، وتبث على الأقمار النايلسات وغيرها من خارج مصر. بدأت القناة بشعار «الحقيقة والأمل» وترأس مجلس إدارتها باسم خفاجي، رئيس الأكاديمية السياسية الوطنية، ثم انتقلت ملكيتها في أغسطس من عام 2015م إلى أيمن نور، زعيم حزب الغد، والمرشح الرئاسي في مصر عام 2005م، ساهمت بنشر التسريبات الخاصة بقيادة انقلاب 2013 في مصر. وضد حكم عبد الفتاح السيسي لمصر.
تم التشويش على التردد الأساسي من مصدر مجهول بمنتصف شهر نوفمبر 2015، وأكد مالك القناة الدكتور أيمن نور أن مجلس الإدارة قرر الاعتماد على التردد الاحتياطي لعودة البث للقناة مرة أخرى، وتلافي هجمات القراصنة، وصرح الإعلامي معتز مطر خلال برنامجه التلفزيوني أن قناة الشرق ستعود بمزيد من التطورات والتحديثات خلال الشهور القادمة.
وقد أعلن غلق القناة يوم 16 يناير 2018 لحين إشعار آخر. بسبب مطالبات بعض العاملين من الطاقم الفني والإعلاميين بأمور مالية، وقد قام وسطاء بالتوفيق بين مجلس الإدارة وبين مجموعة من الإعلاميين المطالبين بحقوقهم، وعادت القناة للبث في 25 يناير 2018 مرة أخرى.

## مذيعو القناة
يشارك في تقديم برامج القناة مجموعة من الإعلاميين المصريين والعرب ومنهم:
- معتز مطر
- هشام عبد الله
- عمر الشال
- دعاء حسن
- هشام عبد الحميد، يقدم برنامجًا خاصًا
- عماد البحيري
- أحمد عطوان

## برامج
تقدم قناة الشرق عدد كبير من البرامج المتنوعة منها السياسي والاجتماعي والفني والتقني، ومن أشهر هذه البرامج:
- برنامج «مع معتز» من تقديم الإعلامي «معتز مطر»
- برنامج «الشارع المصري» من تقديم «عماد البحيري» و«أحمد عطوان»
- برنامج «أنا الشعب» من تقديم «دعاء حسن»
- برنامج «ابن البلد» من تقديم الفنان «هشام عبد الله»
- برنامج «هاي تك» من تقديم «عمر الشال»
- برنامج «بالتأكيد» من تقديم الفنان «هشام عبد الحميد»
- بالإضافة لبرامج أخرى مثل "غربة" و"شير" وصباح الشرق" وغيرهم

## أنظر أيضًا
- قناة مكملين
- قناة الحوار

## وصلات خارجية
- الموقع الرسمي
- البث المباشر للقناة